# Сквер Рене Вивиани
Сквер Рене́ Вивиа́ни (фр. square René Viviani-Montebello) — городской сквер в V округе Парижа, примыкающий к церкви Сен-Жюльен-ле-Повр, открытый в 1928 году. Назван в честь премьер-министра Франции Рене Вивиани (1863—1925).

## Расположение
Сквер, имеющий форму неправильного многоугольника, находится к северу от храма Сен-Жюльен-ле-Повр, приходской церкви общины греко-католиков мелькитского толка, одной из старейших в городе. С юга он ограничен улицей Галанд и зданием церкви, с севера — набережной Монтебелло, с запада — улицей Сен-Жюльен-ле-Повр, а с востока — улицами Лагранж и Фуар.
Мост Двойного денье ведёт отсюда до Острова Сите. Улица Бушери прерывается на западной стороне сквера и возобновляется на его восточной стороне (на её углу, в доме № 37 находится книжный магазин «Шекспир и Компания», открытый здесь в 1951 году Джорджем Уитменом взамен существовавшего на улице Одеон в 1921—1941 годах).
Из сквера открывается прекрасный вид на собор Парижской Богоматери.

## История
Вплоть до 1909 года этот участок земли занимали вспомогательные постройки старинной парижской больницы Отель-Дьё. До этого здесь были монашеские постройки, студенческие общежития и монастырская трапезная приорства Святого Юлиана Клюнийской конгрегации. Ещё раньше на этом месте находилось кладбище при базилике VI века, первоначальной церкви Сен-Жюльен-ле-Повр. На протяжении XIX столетия возле стен Сен-Жюльен-ле-повр выкапывали гробницы и надгробия эпохи Меровингов — некоторые из них теперь находятся в музее «Карнавале».

## Растения и объекты
В сквере находится старейшее дерево Парижа — робиния, посаженная ботаником и королевским садовником Жаном Робеном (1550—1620) в 1601 году. Дерево высотой 11 метров внесено в список «примечательных деревьев Франции» и окружёно каменной тумбой, также его поддерживают две бетонные опоры. Растение утратило верхние ветви своей кроны в годы Первой мировой войны, однако всё ещё продолжает цвести.
В сквере также растут платаны. Здесь же находятся:
- Колодец XII века.
- Фрагменты средневековых балюстрад, капителей и пинаклей, бывшие ранее частями Собора Парижской Богоматери. Каменные блоки были вынуты из здания при реставрации наружных стен собора, проведённой в XIX веке архитектором Виолле-ле-Дюком, когда большое количество изношенных известняковых блоков заменялось новыми, — и затем размещены в разных местах сквера случайным образом.
- Стела, установленная в память о еврейских детях из V округа, умерших во время депортации.
- Бронзовый фонтан «Сен-Жюльен-ле-повр» скульптора Жоржа Жанкло[фр.] (1991), инспирированный легендой о Святом Юлиане.

## Станции метрополитена
Сквер расположен вблизи станций метрополитена (линии 4 и 10):
- «Сен-Мишель»
- «Мобер — Мютюалите»
- «Клюни — Сорбонна»